# دریای چوکچی
دریای چوکچی که در روسی چوکوتسکویا موریا (Чуко́тское мо́ре) نامیده می‌شود بخشی از آب‌های اقیانوس منجمد شمالی است که در بین دو قارهٔ آسیا و آمریکای شمالی درمیان شمال‌شرقی سیبری و شمال‌غربی آلاسکا واقع شده‌است. تنگه برینگ در جنوب این دریا قرار دارد و در غرب با جزیره ورانگل و در شرق با دریای بوفورت هم‌مرز است.
دریای چوکچکی بین ۵۱۸٬۰۰۰ تا ۵۸۲٬۰۰۰ کیلومترمربع مساحت داشته و عمق آن به ۷۷ متر می‌رسد. این دریا تنها به مدت ۴ ماه در سال از ژوئیه تا اکتبر و از طریق تنگهٔ کم‌عمق برینگ قابل کشتیرانی است. گونه‌های مختلفی از فک‌ها و گرازهای دریایی بومی دریای چوکچی بوده و در تابستان‌ها نهنگ و بسیاری از مرغان دریایی نیز در این دریا دیده می‌شوند.